# أرافيستا
لعبة ارافيستا (بالإنجليزية: arafiesta)‏ هي لعبة فيديو جماعية من نمط الأنمي «لعبة تقمّص الأدوار كثيفة اللاعبين على الإنترنت» من تطوير شركة ons on soft ومن نشر شركة GamePower7 وهي نسخة عربية من لعبةEn.

## قصة اللعبة
كان هناك ملك عادل وقوي يحبه ويحترمه الجميع، وبفضله عاش كوكب إزوريا بسلام لفترة طويلة إلا أن جشع الآخرين كان سبباً بموت هذا الملك في ليلة مظلمة ثم أنشأوا جيوشاً جرارة من الوحوش الضارية التي كادت تمحي أي وجه للحياة على سطح الكوكب ولكن لا يمكن للشر الاستمرار بوجود أبطال أقوياء استطاعوا التصدي لهذا الواقع وتأسيس قوة خاضت مغامرات طويلة وصعبة لإنقاذ الكوكب من الدمار! وقبل أن تنضم إلى أولئك الأبطال وتشاركهم حل الألغاز وإعادة السلام ثم منع الحرب والتي ستكون الأخيرة إن وقعت.

## التخصصات
يوجد 6 تخصصات في لعبة ارافيستا وكل تخصص منهم يوجد له ميزات وعيوب ولا يوجد تخصص أفضل من الآخر

### تخصص المبارز
يعتبر من أهم التخصصات في اللعبة ...حيث يجمع بين قوة الدفاع والهجوم في وقت واحد يستعمل الفأس لمهاجمة خصومه والترس لحمايته من الضربات مما يجعل منه مثالي من كل النواحي ...يترقى إلى مبارز دموي ثم إلى مقدام
بهد إضافة التخصص الثالث يمكنك فور الوصول للمستوى 100 الاختيار بين الدومينوس الذي يركز على هجمات الفأس ويولد ضررا رهيبا وبين الفانجارد الذي يستعمل الترس ويحمي نفسه وحلفائه
عيوبه هي مناورته المتدنية التي بدورها تخفض من تصويبه اثناء الهجمات وتخفض قدرته على تجنب هجمات الخصم...وايضا مناعته الضعيفة التي تجعله عرضة للضرر السحري أكثر من غيره

### تخصص الصياد
هو تخصص يعتمد على السموم بشكل رئيسي وهو من أكثر التخصصات انتشارا باللعبة

### تخصص الكوبرا
هو صاحب اقوى ضرر سحري موجود باللعبة ويعتمد على مهارة اعصار ساندي بشكل رئيسي

### تخصص العطار
هو تخصص ضروري جدا لماسعدة فريقه واصدقائقه فهو يعالج اصدقائه ويعطيهم بفات قويه ومساعده

### تخصص النينجا
هم قتلة مدربون (مرتزقة) على استعمال المخالب والسيوف ، يقضون على اعدئهم بسرعة ويراوغون ببراعة ويستعملون الاطياف لزيادة ضررهم نقطة قوتهم في ضررهم والقتال القريب والتي هي أيضا نقطة ضعف بالإضافة للدفاع